# 데이지 (소프트웨어)
데이지(Daisy)는 아파치 Cocoon을 기반으로 한 자바와 XML로 이루어진 저작물 관리 시스템이다. 오늘날 데이지는 많은 단체에서 프로젝트 및 그 문서화에 대한 인트라넷 지식 베이스나, 콘텐츠가 많은 웹사이트의 관리에 사용된다.